# Selección de fútbol sub-23 de Argelia
La Selección de fútbol sub-23 de Argelia, conocida también como la Selección olímpica de fútbol de Argelia, es el equipo que representa al país en Fútbol en los Juegos Olímpicos, los Juegos de África, el Campeonato Africano Sub-23 y el Campeonato Sub-23 de la UNAF; y es controlada por la Federación Argelina de Fútbol.

## Palmarés
- Campeonato Sub-23 de la UNAF: 2

2007, 2010

## Estadísticas

### Juegos Olímpicos
| Récord      | Récord                | Récord                | Récord                | Récord                | Récord                | Récord                | Récord                | Récord                |
| Año         | Ronda                 | Pos.                  | J                     | G                     | E                     | P                     | GF                    | GC                    |
| ----------- | --------------------- | --------------------- | --------------------- | --------------------- | --------------------- | --------------------- | --------------------- | --------------------- |
| 1896 - 1988 | Véase Selección Mayor | Véase Selección Mayor | Véase Selección Mayor | Véase Selección Mayor | Véase Selección Mayor | Véase Selección Mayor | Véase Selección Mayor | Véase Selección Mayor |
| 1992        | No clasificó          | No clasificó          | No clasificó          | No clasificó          | No clasificó          | No clasificó          | No clasificó          | No clasificó          |
| 1996        | No clasificó          | No clasificó          | No clasificó          | No clasificó          | No clasificó          | No clasificó          | No clasificó          | No clasificó          |
| 2000        | No clasificó          | No clasificó          | No clasificó          | No clasificó          | No clasificó          | No clasificó          | No clasificó          | No clasificó          |
| 2004        | No clasificó          | No clasificó          | No clasificó          | No clasificó          | No clasificó          | No clasificó          | No clasificó          | No clasificó          |
| 2008        | No clasificó          | No clasificó          | No clasificó          | No clasificó          | No clasificó          | No clasificó          | No clasificó          | No clasificó          |
| 2012        | No clasificó          | No clasificó          | No clasificó          | No clasificó          | No clasificó          | No clasificó          | No clasificó          | No clasificó          |
| 2016        | Primera ronda         | Primera ronda         | Primera ronda         | Primera ronda         | Primera ronda         | Primera ronda         | Primera ronda         | Primera ronda         |
| Total       |                       | 0/6                   | 2                     | 0                     | 0                     | 2                     | 3                     | 5                     |

### Juegos de África
| Año   | Rond                  | Pos.                  | J                     | G                     | E                     | P                     | GF                    | GC                    |
| ----- | --------------------- | --------------------- | --------------------- | --------------------- | --------------------- | --------------------- | --------------------- | --------------------- |
| 1965  | Véase Selección Mayor | Véase Selección Mayor | Véase Selección Mayor | Véase Selección Mayor | Véase Selección Mayor | Véase Selección Mayor | Véase Selección Mayor | Véase Selección Mayor |
| 1973  | Véase Selección Mayor | Véase Selección Mayor | Véase Selección Mayor | Véase Selección Mayor | Véase Selección Mayor | Véase Selección Mayor | Véase Selección Mayor | Véase Selección Mayor |
| 1978  | Véase Selección Mayor | Véase Selección Mayor | Véase Selección Mayor | Véase Selección Mayor | Véase Selección Mayor | Véase Selección Mayor | Véase Selección Mayor | Véase Selección Mayor |
| 1987  | Véase Selección Mayor | Véase Selección Mayor | Véase Selección Mayor | Véase Selección Mayor | Véase Selección Mayor | Véase Selección Mayor | Véase Selección Mayor | Véase Selección Mayor |
| 1991  | No clasificó          | No clasificó          | No clasificó          | No clasificó          | No clasificó          | No clasificó          | No clasificó          | No clasificó          |
| 1995  | Fase de grupos        | 6                     | 3                     | 1                     | 0                     | 2                     | 2                     | 4                     |
| 1999  | Fase de grupos        | 6                     | 3                     | 1                     | 0                     | 2                     | 2                     | 4                     |
| 2003  | Fase de grupos        | 5                     | 3                     | 1                     | 1                     | 1                     | 3                     | 4                     |
| 2007  | Fase de grupos        | 5                     | 3                     | 1                     | 1                     | 1                     | 4                     | 4                     |
| 2011  | No clasificó          | No clasificó          | No clasificó          | No clasificó          | No clasificó          | No clasificó          | No clasificó          | No clasificó          |
| 2015  | No clasificó          | No clasificó          | No clasificó          | No clasificó          | No clasificó          | No clasificó          | No clasificó          | No clasificó          |
| 2019  | No clasificó          |                       |                       |                       |                       |                       |                       |                       |
| Total |                       | 4/6                   | 12                    | 4                     | 2                     | 6                     | 11                    | 16                    |

### Campeonato Africano Sub-23
| Año   | Ronda          | Pos. | J | G | E | P | GF | GC |
| ----- | -------------- | ---- | - | - | - | - | -- | -- |
| 2011  | Fase de grupos | 7    | 3 | 1 | 0 | 2 | 2  | 5  |
| 2015  | Subcampeón     | 2    | 5 | 2 | 2 | 1 | 6  | 5  |
| 2019  | No clasificó   |      |   |   |   |   |    |    |
| Total | 2/2            | 5    | 8 | 3 | 2 | 3 | 8  | 10 |

### Campeonato Sub-23 de la UNAF
| Año   | Ronda     | Pos. | J  | G | E | P | GF | GC |
| ----- | --------- | ---- | -- | - | - | - | -- | -- |
| 2006  | Finalista | 2    | 3  | 1 | 1 | 1 | 4  | 3  |
| 2007  | Campeón   | 1    | 2  | 0 | 2 | 0 | 0  | 0  |
| 2010  | Campeón   | 1    | 3  | 3 | 0 | 0 | 12 | 1  |
| 2011  | Finalista | 2    | 2  | 1 | 0 | 1 | 4  | 3  |
| Total |           | 4/4  | 10 | 5 | 3 | 2 | 20 | 7  |

## Jugadores

### Jugadores destacados
- Lakhdar Belloumi
- Salah Assad
- Rabah Madjer
- Djamel Menad
- Ali Fergani